# L'impero
L'impero è una miniserie televisiva del 2001, diretta da Lamberto Bava.

## Trama
Un poliziotto impegnato in un'indagine sulla mafia russa si trova ad indagare su una tratta di esseri umani e un traffico di droga provenienti dall'est europeo.

## Curiosità
Tra gli interpreti ci sono pure alcuni noti doppiatori quali Georgia Lepore, Loris Loddi e Angelo Maggi.